# Vibio Secuestre
Vibio Secuestre (en latín Vibius Sequester) (activo en los siglos IV y V) es un autor latino de listas de nombre geográficos. No se sabe nada de su vida.

## Obra
De fluminibus, fontibus, lacubus, nemoribus, gentibus, quorum apud poetas mentio fit consta de siete listas alfabéticas de topónimos mencionados por poetas, especialmente por Virgilio, Ovidio y Lucano.
Algunos de los nombres no aparecen en las obras conservadas de estos poetas; salvo que sea resultado de un descuido o ignorancia por parte del compilador, este hubo de tener acceso a fuentes que no se han conservado.
Las listas son:
1. Flumina (ríos)
2. Fontes (fuentes)
3. Lacus (lagos)
4. Nemora (bosques)
5. Paludes (marjales)
6. Montes (montes)
7. Gentes (personas)

## Ediciones
- Las más antiguas incluyen las publicadas en Toulouse (1615), Róterdam (1711), París (1843) y, según Conrad Bursian, Zürich (1867). El texto está también en Geographi Latini minores (1878) de Alexander Riese. Véase también Teuffel, History of Roman Literature (trad. inglesa, 1900), 445, 1.[1]
- Las ediciones más recientes incluyen la de la editorial Teubner editada por R. Gelsomino (1967) y la edición de P.G. Parroni (Milán, 1965).
- Online: de Maussac, Philippe Jacques, ed. (1615). Liber de fluminibus, fontibus, lacubus, nemoribus, gentibus, quorum apud poetas mentio fit. Toulouse.